# إيفان كولوف
إيفان كولوف (بالإنجليزية: Ivan Koloff)‏ وإسمه الحقيقي أوريال دونالد بيراس (بالإنجليزية: Oreal Donald Perras)‏ هو مصارع محترف كندي ولد في يوم 25 أغسطس 1942 في مونتريال في كيبك في كندا. كان واحد من أفضل المصارعين في عقد السبعينات حيث تمكن من هزيمة برونو سامارتينو وفاز بلقب بطولة دبليو دبليو إي. على الرغم أنه كان من أصل أيرلندي إلا أنه إتخذ اسم روسي ولقب نفسه بالدب الروسي. توفي في يوم 18 فبراير 2017.